# فرودگاه کایلی هوانگ‌پینگ
فرودگاه کایلی هوانگ‌پینگ (به انگلیسی: Kaili Huangping Airport) یک فرودگاه همگانی است. این فرودگاه در کشور چین قرار دارد.

## شرکت‌های هواپیمایی و مقصدهای پروازی
| شرکت‌های هواپیمایی      | مقصدهای پروازی  |
| ---------------------- | --------------- |
| هواپیمایی جنوبی چین    | بایون گوآنگجو   |
| China Express Airlines | چنگچینگ ییانگبی |
| Loong Air              | چنگدو شوانگلیو  |